# Fayik Abdi
Fayik Rifat Abdi (arabisch فائق عابدي, DMG Fāʾiq ʿĀbidī; * 8. Oktober 1997 in San Diego, USA) ist ein saudi-arabischer Skirennläufer und der erste Teilnehmer Saudi-Arabiens an Olympischen Winterspielen.

## Karriere
Gegenüber Thomson Reuters erklärte Abdi, dass er im Alter von vier Jahren im Libanon erstmals auf Skiern stand. Er zog 2016 in die USA, um dort einem Studium nachzugehen, und trainierte vor allem in Utah. Eigenen Angaben zufolge fuhr er aber auch in Europa. Das Studium an der University of Utah schloss er 2020 ab. Nach der Gründung des saudischen Wintersportverbandes und nach dessen Aufruf im Mai 2021, Wintersportler zu finden, gehörte er zu den sieben Sportlern, die für ein Trainingscamp und den Qualifikationsprozess zu den Olympischen Winterspielen 2022 ausgewählt wurden. Insgesamt überschritten drei Athleten die Qualifikationsnorm, aufgrund der späten Einreichungen durfte mit Abdi jedoch nur einer tatsächlich teilnehmen.
Bei den Olympischen Winterspielen 2022 in Peking war Abdi bei der Eröffnungsfeier Fahnenträger der saudi-arabischen Mannschaft, deren einziger Teilnehmer er war. Er avancierte damit zum ersten saudischen Winter-Olympioniken. Er bestritt als einzigen Wettbewerb den Riesenslalom. Dort gehörte er zu den 46 von 89 Teilnehmern, die aufgrund von zwei erfolgreichen Läufen in der Endabrechnung eine Platzierung erhielten. Er erreichte dabei vor Arif Khan aus Indien und Benjamin Alexander aus Jamaika den 44. Rang. Gegenüber Arab News teilte Abdi im Anschluss mit, dass er anstrebt, bei den Olympischen Winterspielen 2026 in Mailand und Cortina d’Ampezzo noch einmal im Riesenslalom sowie im Slalom und im Super-G anzutreten.
2025 nahm Abdi gemeinsam mit Joud Farhoud als erste saudi-arabische Skirennläufer an Alpinen Skiweltmeisterschaften teil, wobei Abdi im Qualifikationsrennen für den Riesenslalom ausschied. 

## Erfolge

### Olympische Winterspiele
- Peking 2022: 44. Riesenslalom

### Weltmeisterschaften
- Saalbach 2025: DNQ Riesenslalom

### Weitere Erfolge
- 4 Platzierungen unter den besten 30 bei FIS-Rennen